# 東宝サウンドスタジオ
東宝サウンドスタジオ（とうほうサウンドスタジオ）は、1957年から2010年まで東宝スタジオ内に存在した映画・テレビドラマの録音スタジオ業務・音響効果制作等を手がける東宝系列の企業である。

## 概要・沿革
1957年9月12日に東宝撮影所内のダビングビル・東宝ダビングが始まりで、東宝映画の音響業務を中心に担当。1971年4月、合理化に着手する為に企業分離し、名前を「東宝録音センター」とする。東宝以外の一般映画やアニメも担当。1977年2月に東京映画の移転により、同映像部を吸収。1990年代に入り東宝映像サウンドスタジオと合併、「東宝サウンドクリエイティブスタジオ」へと改組し、その後、分かり易く「東宝サウンドスタジオ」と改名。2003年にミキシング卓などを修正。2010年9月に東宝ポストプロダクションセンター第1棟が完成し機能を全てそこに移転し役目を終える。建物は改装され2011年に部屋の構成を変更したポストプロダクションセンター第2棟としてリニューアルオープン。2016年に音響を刷新、2022年9月にはコンソールにAvid S6を導入し現在に至っている。

## 所属スタッフ
- 下永尚

- 宮崎正信

- 三縄一郎

- 西尾昇

- 安藤精八

- 船橋利一

- 大久保昌生

- 多良政司